# Омати (посёлок)
Омати (яп. 大町町 О:мати-тё:) — посёлок в Японии, находящийся в уезде Кисима префектуры Сага. Площадь посёлка составляет 11,46 км², население — 6853 человека (1 августа 2014), плотность населения — 597,99 чел./км².

## Географическое положение
Посёлок расположен на острове Кюсю в префектуре Сага региона Кюсю. С ним граничат города Таку, Такео и посёлки Кохоку, Сироиси.

## Население
Население посёлка составляет 6853 человека (1 августа 2014), а плотность — 597,99 чел./км². Изменение численности населения с 1980 по 2005 годы:
| 1980 | 9776 чел. |  |
| 1985 | 9682 чел. |  |
| 1990 | 9239 чел. |  |
| 1995 | 8787 чел. |  |
| 2000 | 8503 чел. |  |
| 2005 | 7956 чел. |  |

## Символика
Деревом посёлка считается Osmanthus fragrans, цветком — фиалка Виттрока.